# Grã-Bretanha nos Jogos Olímpicos de Verão de 1976
O Reino Unido competiu como Grã-Bretanha e Irlanda do Norte nos Jogos Olímpicos de Verão de 1976 em Montreal,Canadá.Os britâncios ganharam 3 medalhas de ouro e ficaram com o 13º lugar.